# Östansjö (commune de Hallsberg)
Pour l’article homonyme, voir Östansjö.
Östansjö est une localité de Suède dans la commune de Hallsberg située dans le comté d'Örebro.
Sa population était de 832 habitants en 2019.